# Igor Stravinskij
Igor Fjodorovitj Stravinskij (ryska: Игорь Фёдорович Стравинский), född 17 juni 1882 i Oranienbaum (nuvarande Lomonosov) nära Sankt Petersburg i Ryssland, död 6 april 1971 i New York i USA, var en rysk tonsättare, pianist och dirigent. Han levde en stor del av sitt yrkesverksamma liv i Frankrike och USA och är av många ansedd som 1900-talets mest betydelsefulla och inflytelserika tonsättare. Kompositören Philip Glass menar att det inte finns någon av Stravinskijs samtida tonsättarkolleger som inte påverkats, och ibland förändrats, av hans musik. Hans berömmelse baseras inte bara på hans kompositioner utan också på hans gärning som pianist och dirigent. Han var ofta solist eller dirigent vid uruppförandena av sina egna verk.
Stravinskijs tonsättargärning var påfallande mångsidig. Hans internationella ryktbarhet inleddes med de tre baletterna som beställdes av impressarion Sergej Djagilev och uppfördes av Djagilevs Ballets Russes i Paris: Eldfågeln 1910, Petrusjka 1911/1947 och Våroffer 1913. Våroffer, som vid uruppförandet ansågs provocerande modern, förändrade efterföljande tonsättares syn på rytmisk struktur och var det verk som kom att ge Stravinskij anseende som en musikalisk revolutionär som flyttade fram gränsen för komposition.
Stravinskijs första ryska fas övergick i neoklassicism på 1920-talet. I verken från den perioden använder han sig av klassiska former (concerto grosso, fuga, symfoni) som ofta döljer drag av intensiv känslosamhet under en yta av enkelhet eller anspråkslöshet och refererar ofta till äldre mästare som Bach och Tjajkovskij.
Under 1950-talet tog han till sig den seriella musiken och använde den nya tekniken under sina sista tjugo år. Under den här perioden bär Stravinskijs musik drag från hans tidiga produktion; rytmisk energi, byggandet av utvecklade melodiska idéer från små två- eller tretonsfigurer, klarhet i strukturen, instrumentationen och i tilltalet.
Under sin karriär gav han ut flera böcker, nästan alltid i samarbete med någon annan person, men ibland också utan att denna person nämndes. I sin självbiografi från 1936 skriver Stravinskij sin berömda sentens ”musiken är, i sig själv, oförmögen att uttrycka någonting alls”. Tillsammans med Alexis Roland-Manuel och Pjotr Suvtjinskij publicerade han ”Charles Eliot Norton-föreläsningar” som han gav vid Harvard University läsåret 1939–40, först på franska och sedan i en samling med titeln Poétique musicale
 I ”Samtal med Stravinskij” finns samtal med Robert Craft publicerade. De planerade ytterligare fem volymer under det följande decenniet.

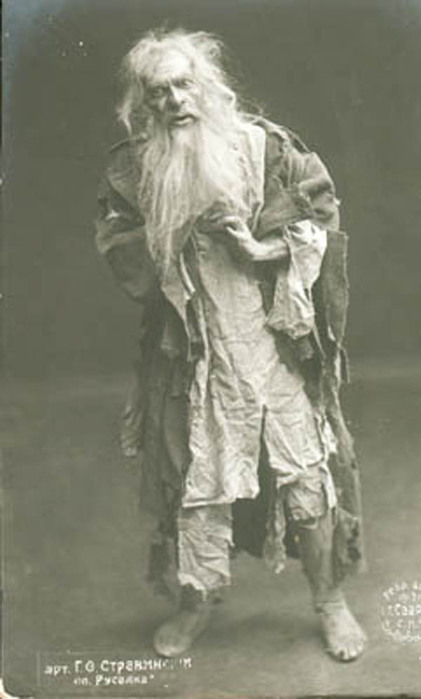
Fiodor Stravinskij, Igor Stravinskijs far, i operan Rusalka av Aleksandr Dargomyzjskij.

## Biografi

### Ryssland

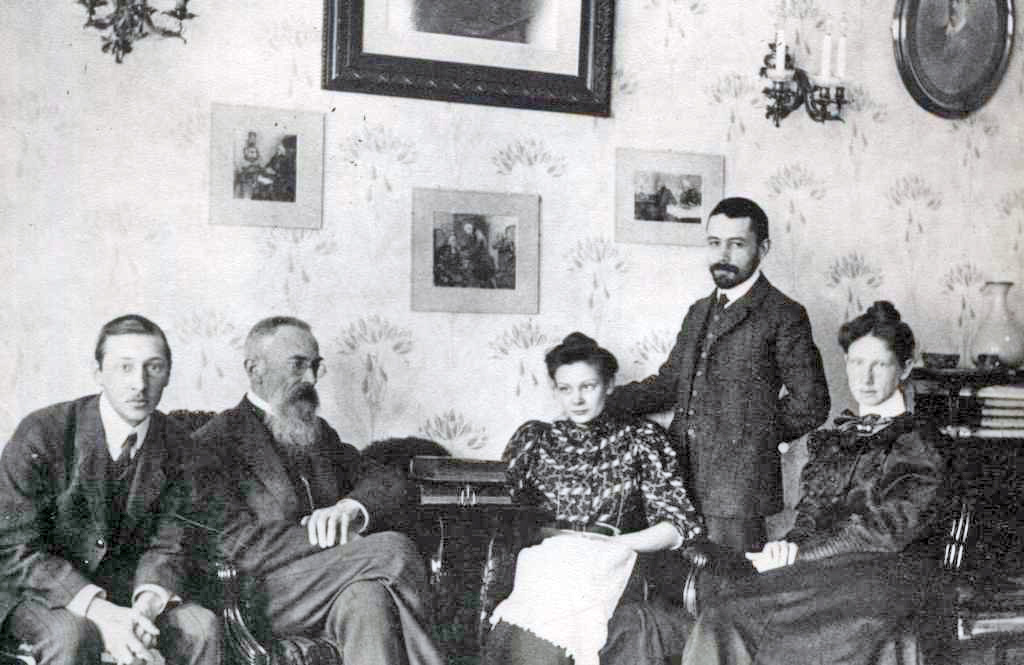
Igor Stravinskij (t.v.) och Nikolaj Rimskij-Korsakov (t.h. om Stravinskij) 1908.

Stravinskij föddes i Oranienbaum (som 1948 bytte namn till Lomonosov) och växte upp i Sankt Petersburg. Hans föräldrar var ryssar. I sin självbiografi skriver han att barndomen var problematisk: ”Det var aldrig någon som riktigt tyckte om mig.” Hans far Fjodor Stravinskij var sångare (bas) vid Mariinskijteatern I S:t Petersburg, och den unge Stravinskij började ta pianolektioner och studerade senare musikteori och gjorde några kompositionsförsök. 1890 såg Stravinskij en föreställning med Pjotr Tjajkovskijs balett Törnrosa på Mariinskijteatern. Föreställningen, som var hans första möte med en orkester fascinerade honom. Vid 14 års ålder klarade han av att spela Mendelssohns första pianokonsert och året därpå gjorde han en transkription för piano av Aleksandr Glazunovs stråkkvartetter. Glazunov var emellertid inte så imponerad av den unge Stravinskij utan menade att han var omusikalisk.
Trots hans intresse för musik förväntade sig hans föräldrar att han skulle bli advokat. Stravinskij började studera juridik vid Sankt Petersburgs universitet 1901, men trivdes inte med det utan besökte allt färre föreläsningar under de fyra åren. Efter faderns död 1902 hade han redan börjat ägna musikstudierna allt mera tid. Då universitetet stängdes våren 1905, i efterdyningarna av den blodiga söndagen, hindrades Stravinskij från att fullfölja studierna och erhöll bara examensbevis för halva utbildningen i april 1906. Därefter koncentrerade han sig på musiken. Han fick rådet av Nikolaj Rimskij-Korsakov, den tidens största ryska tonsättare, att söka till konservatoriet, men började i stället att ta privata lektioner två gånger i veckan för denne. Rimskij-Korsakov blev som en andra far för Stravinskij.
1905 trolovades han med sin kusin Katerina Nossenko, som han känt sedan barndomen. De gifte sig den 23 januari 1906 och deras första två barn, Fjodor och Ludmilla föddes 1907 och 1908.
Stravinskijs orkesterfantasi Feu d'artifice spelades 1909 i S:t Petersburg. Alexander Siloti dirigerade uruppförandet och framförandet medförde att Stravinskij fick en beställning av Sergej Djagilev att skriva Eldfågeln eftersom Djagilev hörde stycket och imponerades av dess orkestrering.

### Schweiz

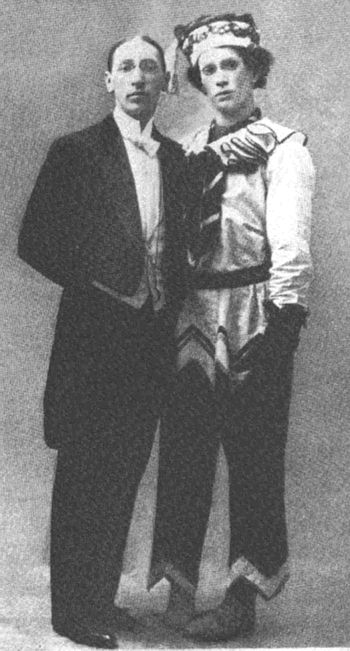
Stravinskij tillsammans med premiärdansaren Wacław Niżyński klädd för rollen som Petrusjka 1911.

För att övervaka premiären på Eldfågeln reste Stravinskij till Paris 1910. Familjen anslöt sig till honom och de bestämde sig för att stanna i Västeuropa. De flyttade till Schweiz och bodde i Clarens och i Lausanne till 1920. Under denna period komponerade han ytterligare två baletter till Ballets Russes: Petrusjka, skriven 1911 i Lausanne och Våroffer (1913) och Pulcinella, båda skrivna i Clarens.
Medan familjen bodde i Schweiz föddes deras andra son Soulima (som senare även han blev tonsättare) 1910 och den andra dottern Maria Milena 1913. Under den sista graviditeten upptäcktes att hustrun Katerina led av tuberkulos och hon togs in på sanatorium för att tillfriskna. Efter en kort resa till Ryssland 1914 för att samla material till Les Noces återvände Stravinskij till Schweiz strax innan gränserna till Ryssland stängdes i och med första världskrigets utbrott. Han kom inte att återvända till Ryssland på nära femtio år. Stravinskij var en av få rysk-ortodoxa i Schweiz vid den här tiden och minnet av det lever ännu kvar i den ortodoxa kyrkan i Schweiz.
Stravinskij hade en speciell konstnärsrelation till den schweiziska filantropen Werner Reinhart. Han kontaktade Reinhart av ekonomiska skäl då han arbetade med Historien om en soldat (L'Histoire du soldat). Uruppförandet av detta verk dirigerades av Ernest Ansermet den 28 september 1918 på Théâtre municipal de Lausanne. Werner Reinhart bekostade konserten och stod som ekonomisk garant. I gengäld dedicerade Stravinskij verket till denne och gav honom även originalmanuskriptet. Reinhart fortsatte att stödja Stravinskijs verksamhet genom att 1919 starta en konsertserie med hans senaste kammarmusikverk. Bland dessa fanns en svit om fem satser ur Historien om en soldat, arrangerade för klarinett, violin och piano, vilket var en gest till Reinhart som var en skicklig amatörklarinettist. Sviten uruppfördes den 8 november 1919 i Lausanne, långt innan originalversionen för sju instrument blev känd. Som tack för Reinharts fortsatta stöd dedicerade Stravinskij även sina Tre stycken för klarinett, komponerade i oktober och november 1918, till honom.
Senare grundade Reinhart ett bibliotek med stravinskijana i sitt hem i Winterthur.

### Frankrike
1920 flyttade Stravinskij till Frankrike där han startade ett samarbete med den franska pianotillverkaren Pleyel. Pleyel tog hand om Stravinskijs mekaniska rättigheter och royalties för hans verk och i gengäld försåg de honom med ett månatligt arvode och en arbetsplats där han kunde träffa vänner och affärsbekanta.
Stravinskij arrangerade också om, och i viss mån komponerade om, flera av sina tidiga verk för Pleyels tillverkning av självspelande pianon. Arrangemangen utnyttjade pianots samtliga 88 toner utan hänsyn till den mänskliga handens och fingrarnas räckvidd. Rullarna var inte inspelade, utan uppmärkta efter en kombination av Stravinskijs manuskript och handskrivna anvisningar av Jacques Larmanjati, musiker i Pleyels pianofabrik. Stravinskij berättade senare att hans intention hade varit att ge lyssnarna en slutgiltig version av sin musik. Medan denna musik idag är en del av standardrepertoaren, fann många orkestrar vid den här tiden den ospelbar och obegriplig. Flera av de stora verken gavs ut på pianorullar, till exempel Våroffer, Petrusjka, Eldfågeln, Les Noces och Näktergalen.
Stravinskij bodde en kort tid utanför Paris men flyttade sedan med sin familj till södra Frankrike. Han återvände till Paris 1934 och bodde då på Rue du Faubourg-Saint-Honoré. Stravinskij själv mindes senare denna tid som den mest olyckliga under hans vistelse i Frankrike. Hans hustrus tuberkulos smittade dottern Ludmilla och honom själv. Ludmilla dog 1938 och hustrun året därefter. Stravinskij själv tillbringade fem månader på sanatorium och under den tiden dog även hans mor.
Han äktenskap med Katerina varade 33 år, men hans livs kärlek kom ändå att bli hans andra hustru Vera de Bosset (1888–1982). När han mötte henne i Paris i februari 1921 var hon gift med målaren och scenografen Serge Sudeikin, men de inledde ett förhållande och hon lämnade sin man. Från denna stund, till hustruns död 1939, levde Stravinskij ett dubbelliv – omväxlande med sin familj och med de Bosset. Hans hustru var medveten om hans dubbelliv och accepterade det som ofrånkomligt.[källa behövs]
Under sina senare år i Paris etablerade Stravinskij professionella kontakter med nyckelpersoner i USA:s musikliv. Han arbetade med sin symfoni i C för Chicagos symfoniorkester och hade åtagit sig att föreläsa vid Harvard under läsåret 1939–1940. När andra världskriget bröt ut i september 1939 flyttade han till USA och Vera de Bosset kom över året efter. De gifte sig i Bedford, Massachusetts, den 9 mars 1940.

### USA

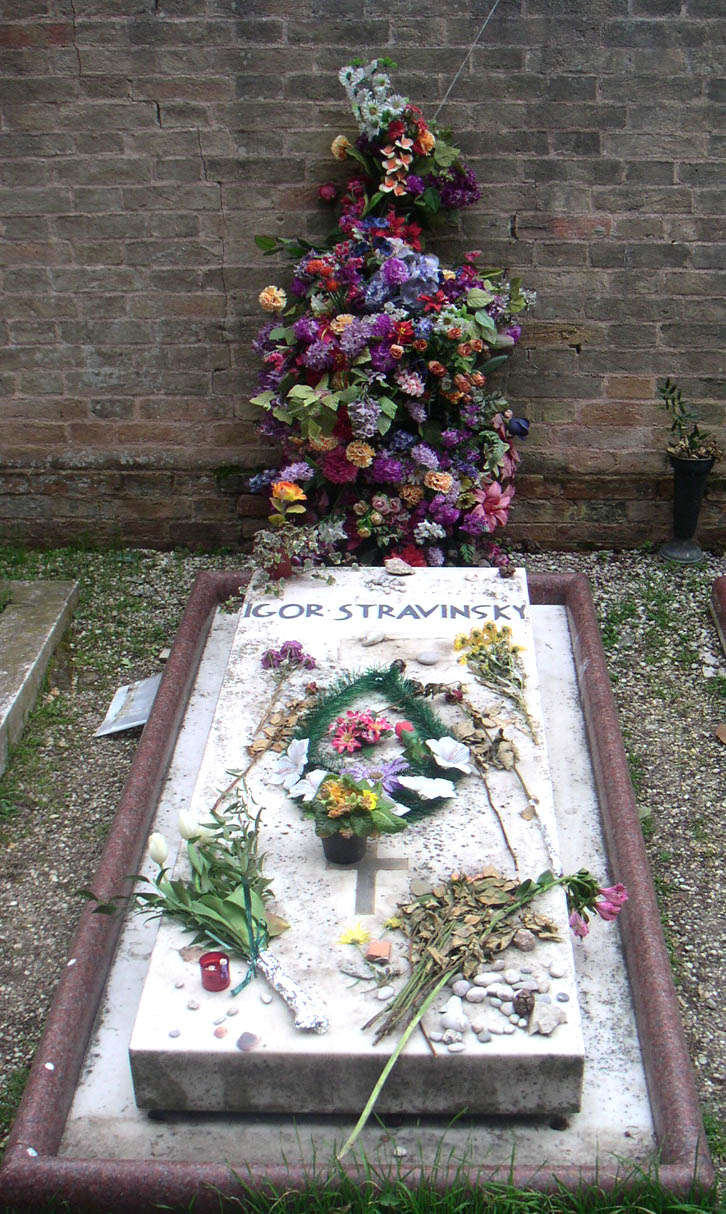
Stravinskijs grav på Isola di San Michele.

Stravinskij slog sig ner i närheten av Los Angeles (1260 North Wetherly Drive, West Hollywood)  där han bodde längre än på någon annan plats under sitt liv. Han blev amerikansk medborgare 1946. Stravinskij hade anpassat sig till livet i Frankrike, men att flytta till USA vid 58 års ålder var ett mycket större projekt. Under en period umgicks han med en grupp ryska emigranter, men så småningom upptäckte han att detta inte svarade mot hans professionella och intellektuella behov. Han drogs till det växande kulturlivet i Los Angeles, särskilt då under kriget, då många författare, musiker, tonsättare och dirigenter slog sig ned i regionen. Bland dessa fanns Otto Klemperer, Thomas Mann, Franz Werfel, George Balanchine och Arthur Rubinstein. Han bodde ganska nära Arnold Schönberg, men hade ingen nära kontakt med denne. Bernard Holland har påpekat att han var särskilt förtjust i brittiska författare, som ofta besökte honom i Beverly Hills, till exempel W.H. Auden, Christopher Isherwood, Dylan Thomas och särskilt Aldous Huxley som Stravinskij kunde tala franska med. Han blev en del av livet i Los Angeles och dirigerade ibland konserter med Los Angeles Philharmonic i den berömda Hollywood Bowl och även på andra platser i USA. När han planerade att skriva en opera tillsammans med Auden kände han sig tvingad att bli mera insatt i det engelska språket och träffade av en slump dirigenten och musikvetaren Robert Craft. Craft kom att bo tillsammans med Stravinskij ända till dennes död och verkade som översättare, biograf, assisterande dirigent och faktotum i oräkneliga musikaliska och sociala sammanhang.
Den 15 april 1940, arresterades Stravinskij av Bostonpolisen för att han använt ett ackord som innehöll en stor septima i ett arrangemang av USA:s nationalsång, The Star-Spangled Banner, och därmed brutit mot en federal lag som förbjöd omharmonisering av nationalsången.
1959 mottog Stravinskij Sonningpriset, Danmarks högsta musikutmärkelse. 1962 fick han en inbjudan till Leningrad (nuvarande Sankt Petersburg) för att ge en serie konserter. Trots inbjudan stannade Stravinskij i USA.
1969 flyttade han till New York där han bodde sina sista år i Essex House. Två år senare dog han vid 88 års ålder i New York City och begravdes senare i Venedig på begravningsön Isola di San Michele. Hans grav ligger nära den mångårige samarbetspartnern Djagilevs. Stravinskijs liv och verk omfattade nästan hela 1900-talet och många av seklets konstmusikstilar och han påverkade andra tonsättare både under sin livstid och efter den. Han har en stjärna på Hollywood Walk of Fame på 6340 Hollywood Boulevard och erhöll postumt en Grammy för Lifetime Achievement 1987.

## Personlighet

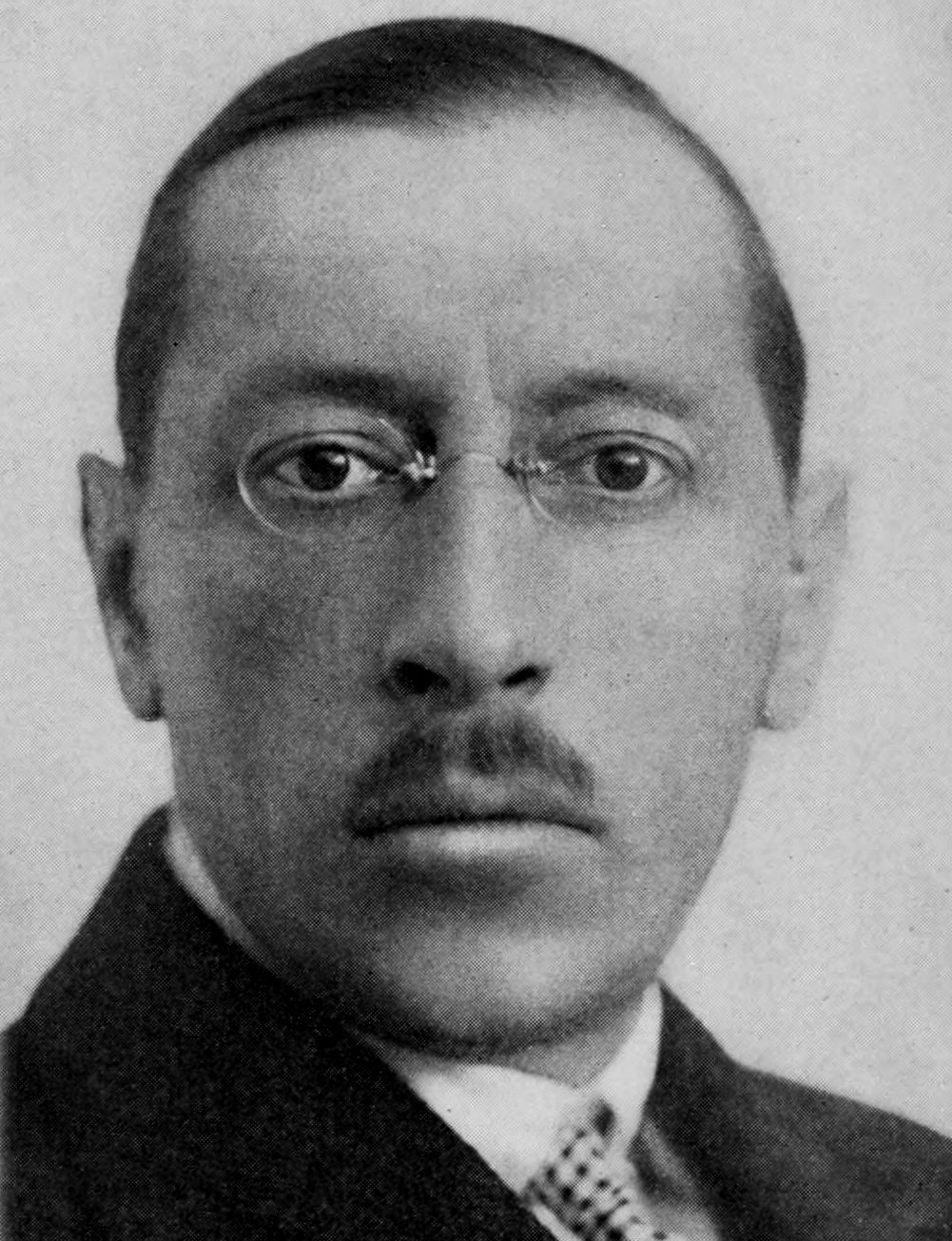
Igor Stravinskij.

Stravinskij var outtröttlig i sin önskan att utforska livet, och studera konst och litteratur. Detta tog sig bland annat uttryck i de många samarbeten han genomförde under sin tid i Paris. Han var inte bara Djagilevs och Ballets Russes viktigaste tonsättare utan samarbetade också med Pablo Picasso med baletten Pulcinella 1920, med Jean Cocteau i Oedipus Rex och George Balanchine i Apollon musagète 1928. Hans litterära smak var bred och återspeglade hans nyfikenhet. Tidigt arbetade han under en period utifrån litterära källor hämtade från rysk folklore, fortsatte sedan med klassiska författare och romersk-katolsk liturgi och vidare till samtida franska författare som André Gide i Persefone och så småningom engelsk litteratur med Auden, T.S. Eliot och medeltida engelsk poesi. Mot slutet av sitt liv tonsatte han hebreiska bibeltexter i Abraham och Isaac.
Mecenater saknades aldrig. Stravinskij fick också gott om beställningar. De flesta av hans verk efter Eldfågeln var beställningsverk för särskilda tillfällen och han fick bra betalt.
Stravinskij hade talang för att agera världsvan, hade sinne för affärer och rörde sig ledigt i världsstäder. Han var exempelvis gästdirigent och pianist i Paris, Venedig, Berlin, London, Amsterdam och New York. Många som han hade kontakt med honom under olika produktioner beskrev honom som artig, belevad och hjälpsam. Samtidigt var han påfallande nonchalant mot dem han ansåg socialt underlägsna.[källa behövs]
Stravinskij protesterade mot att hans musik inkluderades i den nazistiska utställningen “Entartete Musik” i Düsseldorf 1938. Han skickade ett officiellt klagomål till det tyska utrikesdepartementet där han skriver: "Mina motståndare går till och med så långt att de anklagar mig falskeligen för att vara jude, trots att mina förfäder var medlemmar av den polska adeln." I ett annat brev till Willi Stecker på musikförlaget Schott Music skriver han: "Jag föraktar all kommunism, Marxism, det avskyvärda Sovjet, men även all liberalism, demokratism, ateism etc." Hans kampanj lyckades och i januari 1939 fick han ett brev där Strecker skrev: "Jag kan glädjande meddela att ert anseende hos det tyska folket verkar vara helt återupprättat."
Stravinkij konsumerade stora mängder alkohol och umgicks mycket med vännen och alkoholisten Dylan Thomas. Vid ett tillfälle ska Stravinkij han sagt: "Herre Gud, jag tycker så mycket om att dricka Scotch att jag ibland tror att mitt namn är Igor Stra-whisky"
Stravinskij var även känd som en notorisk kvinnokarl. Ryktet säger exempelvis att han hade affärer med kändisar som till exempel Coco Chanel[källa behövs], men han beskrivs också som en god far som tillbringade mycket tid och pengar på sina söner och döttrar.[källa behövs]
Under hela sitt liv var Stravinskij en hängiven medlem av rysk-ortodoxa kyrkan, och sa vid ett tillfälle: ”Musiken lovprisar Gud. Musiken är bra, eller bättre, på att prisa Gud än kyrkobyggnaden och all dess utsmyckning. Musiken är kyrkans förnämsta ornament.”

## Kompositionsperioder
Se även Verklista för Igor Stravinskij.
Stravinskijs verk kan grovt delas in i tre stilistiska perioder.

### Den ryska perioden (cirka 1908–1919)

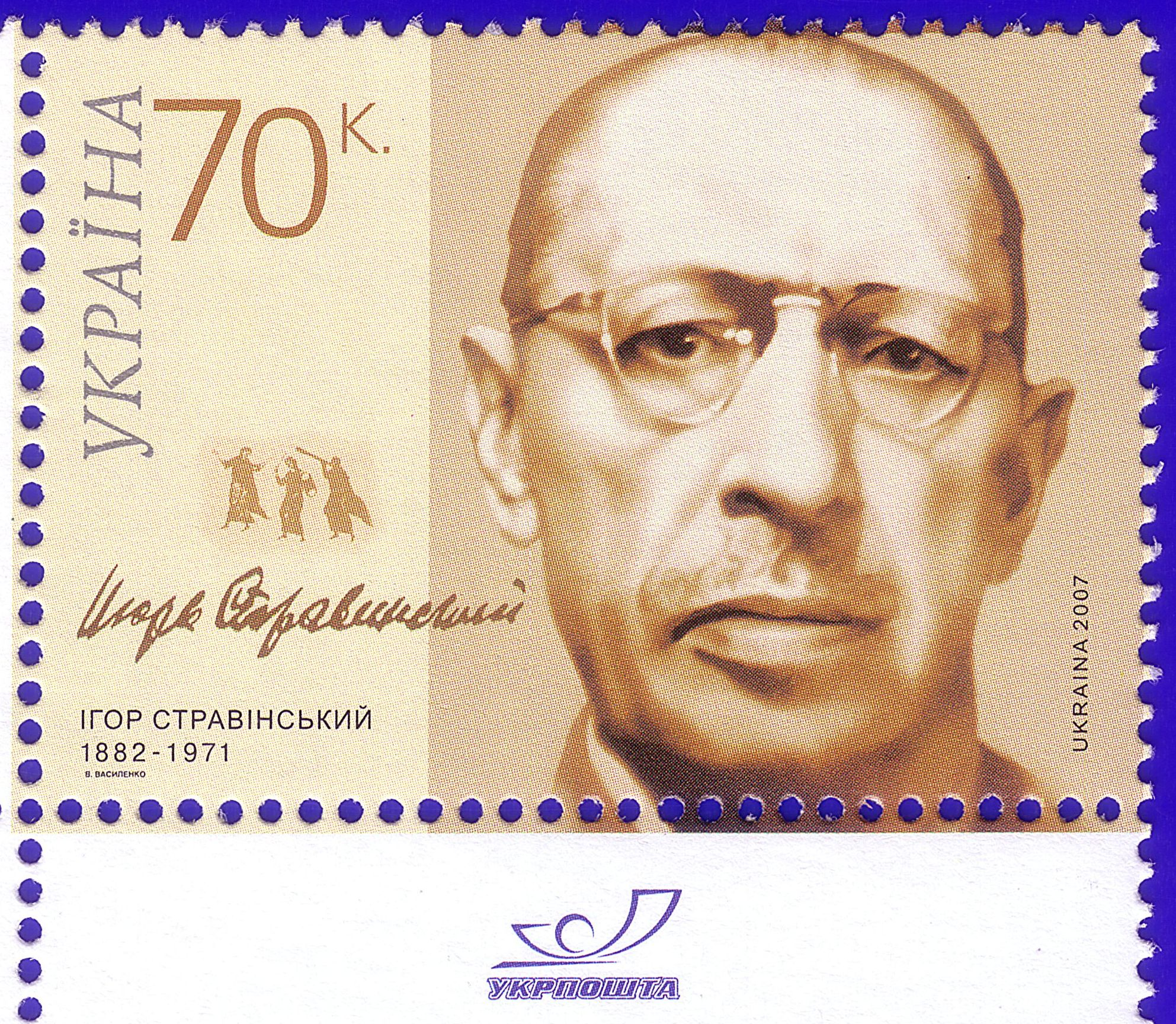
Frimärke från Ukraina 2007.

Den första perioden, utom några mindre verk, börjar med Feu d'artifice och är fullt utvecklad med de tre baletterna för Djagilev. Dessa tre har många saker gemensamt. De är skrivna för en extremt stor orkester, de använder ryska folkmusikteman och motiv och de är influerade av Rimskij-Korsakovs fantasirika stämföring och instrumentation. De uppvisar också en avsevärd stilistisk utveckling – från Eldfågeln som betonar vissa tendenser hos Rimskij-Korsakov samt pandiatonik, särskilt i tredje satsen – till bruket av polytonalitet i Petrusjka och den avsiktligt brutala polyrytmiken och dissonanserna i Våroffer.
Den första baletten, Eldfågeln, är känd för sin fantasifulla orkestrering, uppenbar i inledningen av introduktionen i 12/8-dels takt, som utnyttjar kontrabasens låga register. Petrusjka, den första av Stravinskijs baletter som utnyttjar folklig mytologi är också originellt orkestrerad. I den tredje baletten, Våroffer, försöker tonsättaren avbilda det hedniska Rysslands brutalitet, som inspirerat till de våldsamma teman som återkommer genom hela stycket. Än idag bländar och överväldigar bilderna av de hedniska ritualerna i ett imaginärt Ryssland åhörarna. Åter igen, Stravinskijs originalitet är uppenbar: inledningstemat, spelat av en fagott i dess allra högsta register, har kommit att bli ett av de mest välbekanta temata i västerländsk konstmusik, liksom de pulserande synkoperade åttondelsrytmerna i stråkarna med dess accenter markerade av valthorn.
Om Stravinskijs påstådda syfte var att ”skicka dem till helvetet” måste han ha ansett att 1913 års uruppförande av Våroffer var en succé. Koreograf var Wacław Niżyński. Det var ett av de mest uppmärksammade musikaliska upplopp som ägt rum och Stravinskij refererar ofta till det son ”en skandal” i sin självbiografi. Det rapporterades om slagsmål i publiken och om nödvändigheten av polisnärvaro under andra akten. Den verkliga omfattningen av tumultet är emellertid omdebatterad och rapporterna kan måhända vara rent apokryfiska.
Stravinskij kommenterade senare uruppförandet av ”Offret” med: ”När det gäller själva framförandet är jag inte i stånd att döma då jag lämnade salen redan vid preludiets första takter eftersom de genast orsakade hånfulla skrattsalvor. Jag var äcklad. Dessa demonstrationer, först enstaka, blev sedan allmänna provocerande motdemonstrationer som snabbt utvecklades till ett våldsamt rabalder. Under hela föreställningen satt jag vid Nizjinskijs sida i kulisserna. Han stod på en stol och skrek: ’sexton, sjutton, arton’ – de hade sitt eget system att räkna för att hålla takten. De stackars dansarna kunde förstås inte höra någonting på grund av oväsendet i publiken och ljudet från sina egna danssteg. Jag var tvungen att hålla fast i Nizjinskijs kläder eftersom han var rasande och färdig att störta sig ut på scenen när som helst och orsaka skandal. Djagilev beordrade ljusmästarna att omväxlande tända och släcka ljuset för att på så sätt försöka få slut på oväsendet. Det är allt jag minns av uruppförandet.”
Andra verk från den här perioden är operan Näktergalen, Renard (1916), Historien om en soldat (1918) och Les Noces (1923).

### Den neoklassicistiska perioden (cirka 1920–1954)
Nästa fas av Stravinskijs komponerande sträcker sig ungefär från 1920, då han anammar ett idiom som påminner om wienklassicismens, till 1954 då han börjar använda tolvtonsteknik. Baletten Pulcinella (1920) och Oktetten (1923) för träblåsare är Stravinskijs första kompositioner som presenterar hans återupptäckt av Mozarts och Bachs och deras samtidas musik. I denna neoklassicistiska stil överger han den stora orkester som baletterna krävde och skriver mestadels för träblås, piano, kör och kammarmusikensembler.
Andra verk, som Oidipus Rex (1927), Apollon musagète (1928) och Konsert i Ess (1937–1938) fullföljer hans tankar om 1700-talets musikstil.
Bland verken från den här perioden märks de tre symfonierna: Psalmsymfonin (Symphonie des Psaumes) (1930), Symfoni i C (1940) och Symfoni i tre satser (1945). Apollon, Persefone (1933) och Orpheus (1947) är inte bara exempel på Stravinskijs utflykt till den wienklassiska epoken utan också på hans utforskande av teman från antiken, såsom den grekiska mytologin.
Stravinskij fullbordade sitt sista neoklassicistiska verk Rucklarens väg (The Rake’s Progress) 1951, till ett libretto av W.H. Auden baserat på etsningar av William Hogarth. Den förbigicks nästan helt med tystnad efter uppsättningen på Metropolitan 1953. Den sattes upp igen av operan i Santa Fe 1957 med Stravinskij närvarande och kom att bli inledningen till ett långt samarbete. Musiken är enkel men excentrisk. Den lånar från klassisk tonal harmonik, men med inskjutna överraskande dissonanser. Den visar upp Stravinskijs kännemärke – synkoper – och den gör återblickar till operor och teman av Monteverdi, Gluck och Mozart. Den sattes upp av Kungliga Operan i Stockholm med premiär 22 april 1961 i regi av Ingmar Bergman, en produktion som kom att bli mycket uppmärksammad. På Metropolitan hade den nypremiär 1997.

### Den seriella perioden (1954–1968)
Stravinskij började använda sig av seriell kompositionsteknik, inklusive tolvtonsteknik, den teknik som uppfanns av Arnold Schönberg, på 1950-talet uppmuntrad av Robert Craft.
Först experimenterade han med icke-tolvtonsserier i småskaliga vokala och kammarmusikaliska verk som Kantat (1952), Septet (1953) och Tre Shakespearesånger (1953 och hans första fullskaliga verk baserat på dessa icke-tolvtonsserier var In Memoriam Dylan Thomas (1954). Agon (1954–1957) är hans första verk som innehåller tolvtonsserier och hans Canticum Sacrum (1955) är hans första verk som innehåller en sats som helt är baserad på en enda serie (Surge, aquilo). Senare utökar han tolvtonsverken med Threni (1958), A Sermon, a Narrative, and a Prayer (1961), och The Flood (1962), som alla är baserade på bibeltexter.
Agon är en balett för tolv dansare. Den betecknar en viktig övergång mellan Stravinskijs neoklassicistiska period och den seriella.

## Förnyelse och inflytande
AllMusic (AM) menar att Stravinskij var en av de epokgörande förnyarna. Den viktigaste aspekten av Stravinskijs verk vid sidan av hans tekniska uppfinningsrikedom i rytmik och harmonik är att hans kompositioner ständigt visar upp nya ansikten men behåller en utpräglad grundläggande identitet. Han var själv påverkad av olika kulturer, språk och böcker. Som en konsekvens av detta var också hans eget inflytande betydande, både på samtida och senare tiders tonsättare.

### Form
Stravinskijs bruk av tematisk genomföring (användandet av musikaliska teman som upprepas i olika gestalt genom en komposition eller en del av en komposition) består också av kompletterade teman. Detta innebär att ett tema förlängs eller förkortas, utan att hänsyn tas till de förändringar i taktarten som blir konsekvensen. En liknande teknik kan återfinnas så tidigt som i början av 1500-talet, till exempel hos Cipriano de Rore, Lasso, Carlo Gesualdo, och Giovanni de Macque, musik som Stravinskij var väl förtrogen med.
Våroffer är känt för Stravinskijs ”obevekliga” ostinaton, till exempel stråkostinatot bestående av åtta toner som accentueras av horn i satsen Augurs of Spring (Dances of the Young Girls). Verket innehåller också flera ostinaton som kolliderar med varandra.

### Rytm
Stravinskij är känd för sitt utpräglade bruk av rytmer, i synnerhet i Våroffer. Philip Glass menar att ”tanken med att pressa rytmerna över taktstrecken […] banade vägen […] den rytmiska musikaliska strukturen fick ett påtagligt flyt och kändes naturlig”. Glass berömmer också Stravinskijs ”primitiva synkoperade energi”. Enligt Andre J. Browne är ”kanske Stravinskij den enda tonsättare som gjort rytmen till en konstart i sig”. Stravinskijs rytm och energi var en stor inspirationskälla för den amerikanske tonsättaren Aaron Copland.

### Neoklassicism
Stravinskijs första neoklassicistiska verk var baletten Pulcinella från 1920 och den avskalade och elegant instrumenterade Oktett för blåsare från 1923. Stravinskijs bruk av neoklassicistiska verktyg föregicks dock av tonsättare som Erik Satie. I slutet av 20-talet och på 1930-talet hade neoklassicismen spridit sig till många tonsättare.

### Citering
Stravinskij fortsatte en tradition, som går tillbaka till 1400-talet och quodlibet-formen och parodimässan, som innebar att han bearbetade verk av tidigare tonsättare. Ett första exempel på detta är hans Pulcinella, i vilken han använder musik som tillskrivits Pergolesi (och som senare visat sig vara musik av flera tonsättare, inklusive Pergolesi) som grundmaterial. Han citerar musiken och bearbetar den. Han utvecklade tekniken vidare i The Fairy's Kiss från 1928, som bygger på musik – mestadels pianomusik – av Tjajkovskij. Senare exempel är då han använder musik av Schubert i Circus Polka (1942) och Happy Birthday to You i Greeting Prelude (1955).

### Orkester
Liksom mycket annan musik av senromantikens tonsättare kräver Stravinskijs musik stora orkestrar, särskilt i de tidiga baletterna. Hans genombrott med Eldfågeln visade att han var Nikolaj Rimskij-Korsakovs jämlike. Hans orkesterbehandling utvecklade nya klanger i 1800-talets orkestersammansättning. I Eldfågeln tog han isär orkestern och analyserade den. Orkestersatsen i Våroffer, å sin sida, karaktäriserades av Aaron Copland som ”den främsta orkesterbedriften under 1900-talet”.
Stravinskij skrev också för ovanliga instrumentkombinationer i mindre ensembler och han valde ut instrumenten efter deras exakta klangfärg. Till exempel är Historien om en soldat instrumenterad för klarinett, fagott, kornett, trombon, violin, kontrabas och slagverk – en sannerligen ovanlig besättning 1918. Emellanåt utforskade han ytterligheterna i instrumentens omfång. Mest bekant är inledningen i Våroffer där fagottens extremt höga register får symbolisera en vårmorgons ”uppvaknande”.

## Omdömen om Stravinskij
Tonsättaren Erik Satie skrev en artikel 1922 om Stravinskij i tidningen Vanity Fair. Satie träffade Stravinskij första gången 1910 och han intar en ödmjuk hållning till Stravinskij, vilket framgår av de brev han skrev 1922 för att förbereda artikeln. Med en aning ironi avslutar han ett av breven: ”Jag beundrar er. Visst är ni den Store Stravinskij? Jag är bara lille Erik Satie.” I artikeln resonerar Satie kring huruvida man kan mäta en konstnärs storhet genom att jämföra konstnären med andra konstnärer. Att tala om en entydig sanning är en illusion. Varje musikstycke ska bedömas på egna meriter, inte genom att jämföra det med andra. Detta var just vad Jean Cocteau hade gjort, då han med ogillande kommenterade Stravinskij 1918 i sin bok Le Coq et l'Arlequin (Tuppen och Harlekinen).
1935 jämförde den amerikanske tonsättaren Marc Blitzstein Stravinskij med Jacopo Peri och C.P.E. Bach och medgav att ”Det går inte att förneka Stravinskijs storhet, men det är bara det att han inte är tillräckligt stor.” 
Blitzsteins marxistiska ståndpunkt var att Stravinskij önskade ”skilja musiken från andra strömningar i livet”, vilket är ”symtomatiskt för verklighetsflykt” och detta resulterar i den ”kraftlöshet hans nya verk visar”, och som exempel nämner han särskilt Apollo, Capriccio, och Le Baiser de la fée.
Tonsättaren Constant Lambert beskriver stycken som Historien om en soldat som innehållande ”huvudsakligen kallblodig abstraktion”. Lambert fortsätter: ”de melodiska fragmenten i Historien om en soldat är fullkomligt meningslösa i sig själva. De är blott toner på rad som lätt kan delas in i grupper om tre, fem eller sju och ställas mot andra matematiska grupper”, och han beskrev kadensen för trumsolo som ”en musikalisk renhet … som uppnåtts genom ett slags musikalisk kastrering”. Han jämförde Stravinskijs val av ”de mest trista och betydelselösa fraser” med Gertrude Steins: ”Everyday they were gay there, they were regularly gay there everyday” (”Helen Furr and Georgine Skeene”, 1922), ”vars innehåll kan uppskattas lika mycket av den som över huvud taget inte kan någon engelska.”
Theodor Adorno kallar i sin bok Philosophy of Modern Music (1949) Stravinskij en akrobat och talar om hebefrena och psykotiska drag i flera av Stravinskijs verk. I motsats till den vanliga missuppfattningen, trodde emellertid inte Adorno att de hebefrena och psykotiska imitationer som Stravinskijs musik ansågs innehålla, utgjorde musikens största brister, vilket han tydligt klargör i ett senare tillägg till sin Philosophy. Adornos kritik av Stravinskij handlar mer om ”vändningen mot det positiva” som Stravinskijs musik tog – enligt Adorno – i och med hans neoklassicistiska verk. En del av tonsättarens brister var, enligt Adorno, hans neoklassicism, men ännu mer hans musiks ”målande pseudomorfism” som uppvisade le temps espace (tidsrymden) snarare än le temps durée (den varaktiga tiden) efter filosofen och nobelpristagaren Henri Bergsons idéer. ”Ett knep karaktäriserar alla Stravinskijs strävanden: hans musiks försök att skildra tid som i en cirkusakt och att presentera tidskomplex som om de vore rumsliga. Detta påhitt tömmer emellertid snart sig själv.”  Hans ”rytmiska procedurer påminner om en bild av ett katatoniskt tillstånd. I vissa schizofrena tillstånd, blir motoriken okontrollerad, vilket leder till en oändlig upprepning av gester eller ord, och resultatet bir ett sönderfallande jag.” Vidare skriver Adorno: ”Trots att tonalitet har kommit att bli irrationell tvingar Stravinskij in den på plats och suggererar sina lyssnare att acceptera det oacceptabla. Bara genom att välja att skriva i tonarten a-moll agerar Stravinskij som ni-vet-vem […] Yttrandet, som tillskrivits Adolf Hitler, att en människa skulle kunna dö för en idé som han/hon inte förstår, skulle kunna vara en bra inskrift över porten till neoklassicismens tempel.”
Mottagandet av Stravinskijs musik i Ryssland och Sovjetunionen varierade över tiden. Musiken spelades inte alls mellan 1933 och 1960 i Sovjetunionen men sedan svängde den officiella hållningen till hans fördel.
Enligt Paul Griffiths rättfärdigades Rucklarens väg "genom den mänskliga psykologin, realiteten i världen och det tvångsmässiga behovet av att upprepa och återvända".
Medan Stravinskijs musik har kritiserats för det stora stilmässiga spannet, har forskare ”gradvis börjat uppfatta enhetliga element i Stravinskijs musik” och från 1980-talet även en ”seriositet i tonen eller i avsikterna”.

## Inspelningar
Stravinskij ansåg att inspelningar var ett praktiskt och användbart verktyg för att bevara sina idéer om hur musiken skulle tolkas. Som dirigent av sina verk spelade han framför allt in på Columbia. Detta inleddes 1928 med ett framförande av originalsviten från Eldfågeln och slutade 1967 med sviten från 1945 ur samma balett. I slutet av 40-talet gjorde han flera inspelningar för RCA i Los Angeles. Även om de flesta av hans inspelningar gjordes med studiomusiker arbetade han också med Chicago Symphony Orchestra, Cleveland Orchestra, CBC Symphony Orchestra, New York Philharmonic, Royal Philharmonic Orchestra, och Bayerska Radions symfoniorkester.
Under sin livstid medverkade Stravinskij i flera tv-program, till exempel vid världspremiären 1962 av The Flood på CBS, men framförandet dirigerades då av Robert Craft.
Ett stort antal filmer och videor med tonsättaren finns bevarade. Hans medarbetare Robert Craft medverkade i en privatinspelad dokumentär som visar omfattande klipp med Stravinskij.

## Utmärkelser
Nedslagskratern Stravinsky på planeten Merkurius och asteroiden 4382 Stravinsky är uppkallade efter honom. 1959 mottog Stravinskij Sonningpriset, Danmarks högsta musikutmärkelse.